# 앰블러 부인 마르가레타 공주
앰블러 부인 마르가레타 공주(Princess Margaretha, Mrs. Ambler, 1934년 10월 31일 ~ )는 스웨덴 왕실의 일원이다. 그녀는 베스테르보텐 공작 구스타프 아돌프 왕자와 지빌라 폰 작센코부르크고타 공녀의 장녀이자 칼 16세 구스타프의 첫째 누나이다. 